# نور روز
نور روز،(به انگلیسی: Daylight)، ترکیبی از پرتوهای مستقیم و غیرمستقیم بیرونی نور خورشید است که در طول روز بر زمین می‌تابد.